# 西图拉贾普拉姆
西图拉贾普拉姆（Sithurajapuram），是印度泰米尔纳德邦Virudhunagar县的一个城镇。总人口12933（2001年）。

## 人口
该地2001年总人口12933人，其中男性6490人，女性6443人；0—6岁人口1486人，其中男740人，女746人；识字率72.86%，其中男性为79.37%，女性为66.30%。